# Eland du Bois
Eland du Bois (Schiedam, 11 augustus 1642 – aldaar, 26 december 1676) was een maritiem officier van de Admiraliteit van Rotterdam, die zich in de tweede helft van de 17e eeuw onderscheidde door zijn deelname aan verschillende zeeslagen en belangrijke militaire operaties.
De familie Du Bois maakte deel uit van het Schiedamse patriciaat. Elands vader, Govert († 1657), bekleedde in de jaren veertig en vijftig van de zeventiende eeuw meerdere malen het ambt van burgemeester. Eland, het tiende kind van Govert, werd geboren in 1642 en op 17 augustus gedoopt in de gereformeerde kerk. 
Hij trad in dienst bij de Admiraliteit van Rotterdam, net als zijn broer Govert, die in 1658 commissaris van de monstering en van de recherche in Brielle werd. Eland begon als zeeofficier. Hij was in 1665 de tweede man op het fregat Vrede en maakte de grote nederlaag tegen de Engelsen bij Lowestoft mee op 13 juni, een van de beslissende zeeslagen tijdens de Tweede Engels-Nederlandse Oorlog. Toen kapitein Laurens Heemskerk naar Engeland overliep, nam Du Bois het bevel over het schip op zich. In 1666 werd hij benoemd tot kapitein en voerde hij het commando over het fregat Het Wapen van Utrecht tijdens de Vierdaagse en Tweedaagse Zeeslagen.

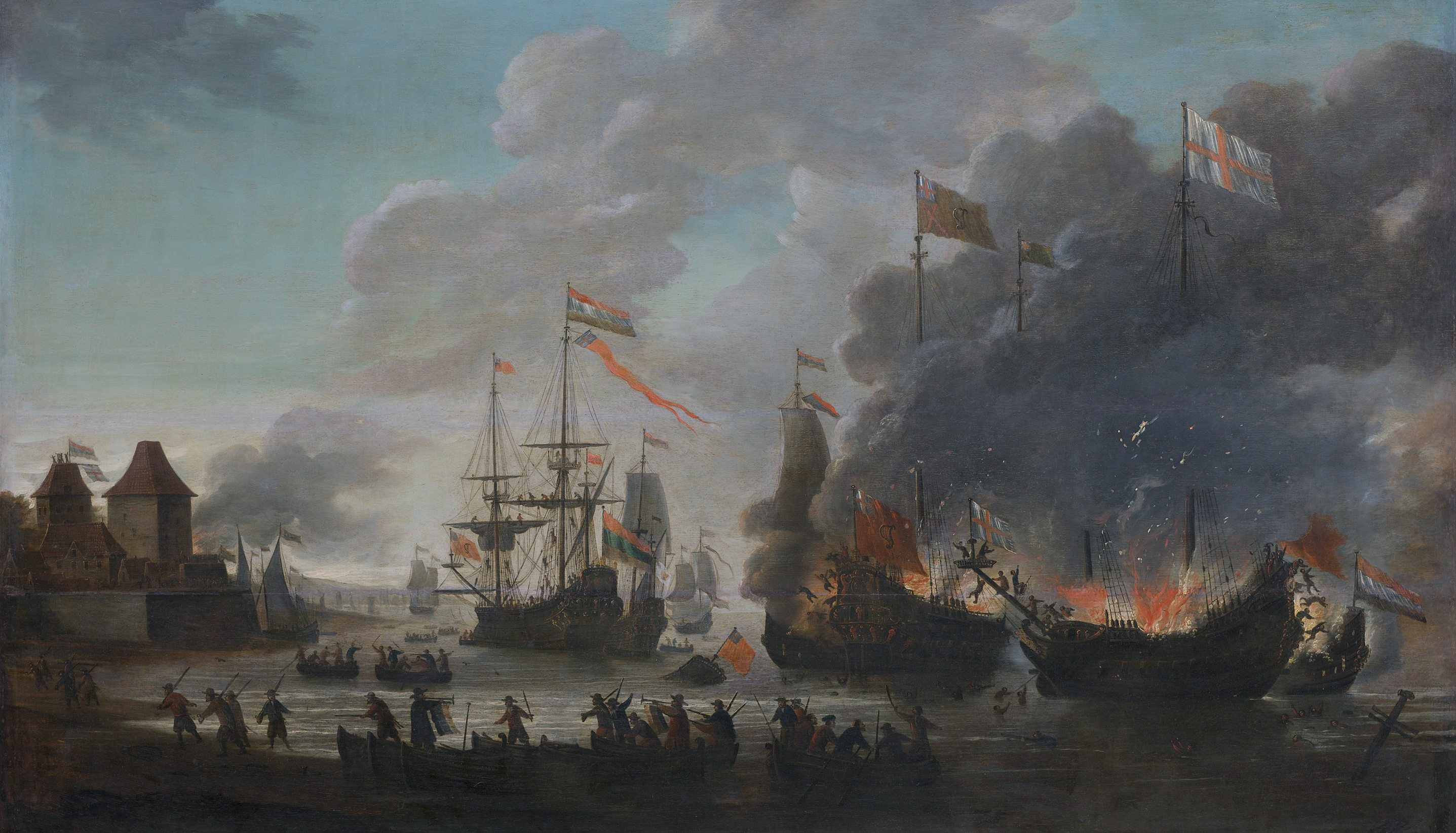
Eland du Bois was een van de verantwoordelijken voor het in brand steken van de Engelse schepen bij Chatham, 1667. (Jan van Leyden, 1669)

Een van zijn gedenkwaardigste bijdragen vond plaats in 1667, tijdens de beroemde Tocht naar Chatham. Op 22 juni maakte hij deel uit van de eerste groep schepen die de ketting over de Medway doorbrak. De volgende dag werd hij door Michiel de Ruyter gekozen om samen met drie andere kapiteins de branders te begeleiden, die de grote Engelse linieschepen tussen het kasteel van Upnor en Chatham in brand moesten steken.
Op 17 juli 1669 trouwde Du Bois met Maria van Bleyswijck, dochter van Hugo van Bleyswijck (1615-1663), een lid van de Schiedamse vroedschap en meerdere malen burgemeester. Onder de gasten op het huwelijk bevonden zich Michiel de Ruyter en zijn vrouw.
In 1672, tijdens de Derde Engels-Nederlandse Oorlog, speelde Du Bois een cruciale rol bij de verdediging van de Smyrnavloot tegen Engelse aanvallen. Bij deze strijd raakte hij ernstig gewond en verloor hij zijn linkerhand. In 1673 kreeg hij het bevel over het grote oorlogsschip Ridderschap en bewees hij zijn moed opnieuw tijdens de slagen bij Schooneveld en de slag bij Kijkduin. In 1674 voerde hij het bevel over de Groot Hollandia in het smaldeel van Cornelis Tromp, waarbij hij op de Franse kust en de Middellandse Zee patrouilleerde.
In de loop der jaren kreeg Du Bois gezondheidsproblemen, waardoor hij vermoedelijk geen nieuwe commando's meer op zich nam. In 1676 werd hij in Schiedam benoemd tot regent van het Oude-Manhuis. Een acute blokkade van beide urineleiders door nierstenen leidde tot een fatale niervergiftiging. Hij overleed op 34-jarige leeftijd en werd begraven in de Grote Kerk in Schiedam.